# 目黒区立月光原小学校
目黒区立月光原小学校（めぐろくりつ げっこうはらしょうがっこう）は、東京都目黒区目黒本町4丁目にある区立小学校。

## 沿革
- 1934年（昭和9年）1月29日[1] - 月光原尋常小学校として開校。ただし、当時は男子校だった。
- 1934年（昭和14年） - 児童数1411名（24学級）と、学校の歴史上で最大の児童数となる。
- 1940年（昭和15年）7月 - 校歌制定。防火用水を兼ねたプール（縦25m×横7m）が完成。
- 1941年（昭和16年） - 国民学校令により、月光原国民学校と改称。
- 1944年（昭和19年）9月 - 戦局の悪化により、山梨県甲府市への学童集団疎開実施。ただし、一部の児童は、学校内に疎開。
- 1945年（昭和20年）5月23日 - 当日夜から翌日未明にかけての大空襲で、校舎が全焼した。
- 1947年（昭和22年） - 学制改革により、目黒区立月光原小学校と改称し、男女共学となる。
- 1948年（昭和23年）
  - 1月 - 学校給食が再開。当初は、ミルク給食（脱脂粉乳）。
  - 5月 - 復興仮校舎建設される。仮校舎が建つまで、碑小学校の教室を借りて授業を行った。
- 1950年（昭和25年）9月 - 完全（パン食）給食実施。
- 1953年（昭和28年） - この年から1955年（昭和30年）まで、校地が広げられた。戦後以降、校庭に都営住宅が建っていたため、校庭が無かった。
- 1964年（昭和39年）
  - 時期不明 - 全教室にテレビが入る。
  - 3月 - 体育館完成。
- 1968年（昭和43年） - この年から1975年（昭和50年）まで、鉄筋校舎建設。
- 1970年（昭和45年） - 新しいプール（25m×10m）完成。
- 1992年（平成4年） - コンピュータ室ができ、コンピュータを使っての学習が開始。
- 1997年（平成9年）10月 - 月光原タイムが始まる（林試の森でのオリエンテーリング）。
- 2001年（平成13年）9月 - コンピュータ室が新しく完成する。月光原小学校のウェブページを開設。
- 2005年（平成17年）1月 - 開校70周年記念式典挙行。
- 2009年（平成21年） - 開校75周年を迎える。
- 2010年（平成22年）9月 - 校庭が人工芝になる。校庭の人工芝お披露目会開催。
- 2014年（平成26年）
  - 4月 - 本校校舎内に目黒区立げっこうはらこども園開園。
  - 11月 - 開校80周年記念式典挙行。

## 教育目標
心豊かですなおな子
- 自他を尊重し、力を合わせてねばり強く物事に取り組み、共によりよい生活を築いていこうとする。

すすんで学習する子
- 自ら課題をもち、見通しをもちながらその解決に向けて主体的に学習に取り組む。

よく考えて行動する子
- 考えをもち、互いのよさを認め合いながら自己を高め、創意工夫しながら自己実現に向けて行動する。

健康で明るい子
- 進んで運動に取り組み、体力を高め、自らの健康を増進しながら、明るい生活をしようとする。

## 通学区域と進学先中学校
出典

### 通学区域
- 目黒本町2丁目（1番～16番）
- 目黒本町3丁目（1番・8番～20番）
- 目黒本町4丁目（全域）
- 目黒本町5丁目（16番・17番・31番～33番）
- 目黒本町6丁目（1番・2番・12番）
  - ただし、目黒本町4丁目19番地は、調整区域として、碑小学校への通学が可能。

### 進学先中学校
- 目黒区立第七中学校

## アクセス
- 東急バス
  - 「渋71」系統で、「月光原小学校前」バス停（円融寺通り沿い・正門がある通りからは離れている）下車後、
    - のりば1（洗足駅行）から、目の前。
    - のりば2（渋谷駅東口行）から、徒歩約100m・約1～2分。

  - 「黒01」系統で、「区立七中前」バス停下車後、円融寺通り沿い側の門まで、
    - のりば1（大岡山小学校行）から、徒歩約380m・約6分。
    - のりば2（目黒駅行）から、徒歩約365m・約6分。
- 東急電鉄目黒線
  - 西小山駅（品川区）から、徒歩約1km・約15分。
  - 武蔵小山駅（品川区）から、約1.07km・徒歩16分。

## 周辺
- 目黒区立げっこうはらこども園 - 同一建物内かつ、進級前こども園のひとつ。
- 目黒区役所月光原地区住民センター
- 目黒本町郵便局
- このほか、中小規模のマンション・アパートなどの住宅地が広がっている。